# Pływanie na Letnich Igrzyskach Olimpijskich 2020 – 200 m stylem motylkowym kobiet
200 m stylem motylkowym kobiet – jedna z konkurencji pływackich, które odbyły się podczas XXXII Igrzysk Olimpijskich w Tokio. Eliminacje miały miejsce 27 lipca, półfinały 28 lipca, a finał konkurencji 29 lipca 2021 roku.

## Terminarz
Wszystkie godziny podane są w czasie japońskim (UTC+09:00) oraz polskim (CEST).
| Data          | Godzina rozpoczęcia | Godzina rozpoczęcia |            |
| Data          | UTC+09:00           | CEST                |            |
| ------------- | ------------------- | ------------------- | ---------- |
| 27 lipca 2021 | 19:28               | 12:28               | Eliminacje |
| 28 lipca 2021 | 10:57               | 3:57                | Półfinały  |
| 29 lipca 2021 | 11:28               | 4:28                | Finał      |

## Rekordy
Przed zawodami rekord świata i rekord olimpijski wyglądały następująco:
| Rekord            | Zawodniczka  | Czas    | Miejsce | Data                 |       |
| ----------------- | ------------ | ------- | ------- | -------------------- | ----- |
| Rekord świata     | Liu Zige     | 2:01,81 | Jinan   | 21 października 2009 | [ 2 ] |
| Rekord olimpijski | Jiao Liuyang | 2:04,06 | Londyn  | 1 sierpnia 2012      | [ 3 ] |

W trakcie zawodów ustanowiono następujące rekordy:
| Data     | Etap konkurencji | Zawodniczka | Czas    | Rekord |
| -------- | ---------------- | ----------- | ------- | ------ |
| 29 lipca | finał            | Zhang Yufei | 2:03,86 | OR     |

## Wyniki

### Eliminacje
Jako że Katinka Hosszú zrezygnowała z udziału w tej konkurencji, wszystkie zawodniczki płynące w eliminacjach miały zagwarantowane miejsce w półfinałach. Mimo że w tej sytuacji przepisy FINA zezwalają na odwołanie eliminacji i zorganizowanie tylko dwóch półfinałów i finału, zadecydowano jednak o zorganizowaniu wyścigów eliminacyjnych.
| Miejsce | Wyścig | Tor | Zawodniczka        | Państwo           | Czas      | Uwagi |
| ------- | ------ | --- | ------------------ | ----------------- | --------- | ----- |
| 1.      | 3      | 4   | Zhang Yufei        | Chiny             | 2:07,50   | Q     |
| 2.      | 2      | 4   | Hali Flickinger    | Stany Zjednoczone | 2:08,31   | Q     |
| 3.      | 1      | 5   | Yu Liyan           | Chiny             | 2:08,36   | Q     |
| 4.      | 1      | 4   | Regan Smith        | Stany Zjednoczone | 2:08,46   | Q     |
| 5.      | 3      | 5   | Boglárka Kapás     | Węgry             | 2:08,58   | Q     |
| 6.      | 1      | 6   | Swietłana Czimrowa | ROC               | 2:08,84   | Q     |
| 7.      | 3      | 3   | Laura Stephens     | Wielka Brytania   | 2:09,00   | Q     |
| 8.      | 2      | 6   | Alys Thomas        | Wielka Brytania   | 2:09,06   | Q     |
| 9.      | 2      | 3   | Brianna Throssell  | Australia         | 2:09,34   | Q     |
| 10.     | 2      | 2   | Helena Bach        | Dania             | 2:09,37   | Q     |
| 11.     | 3      | 6   | Franziska Hentke   | Niemcy            | 2:09,98   | Q     |
| 12.     | 1      | 2   | Defne Taçyıldız    | Turcja            | 2:10,00   | Q     |
| 13.     | 1      | 3   | Suzuka Hasegawa    | Japonia           | 2:10,43   | Q     |
| 14.     | 3      | 2   | Ana Monteiro       | Portugalia        | 2:11,45   | Q     |
| 15.     | 3      | 7   | Remedy Rule        | Filipiny          | 2:12,23   | Q     |
| 16.     | 2      | 7   | Julimar Ávila      | Honduras          | 2:15,36   | Q,    |
| 17. !   | 2      | 5   | Katinka Hosszú     | Węgry             | 9:99,99 ! | DNS   |

### Półfinały

#### Półfinał 1
| Miejsce | Tor | Zawodniczka        | Państwo           | Czas    | Uwagi |
| ------- | --- | ------------------ | ----------------- | ------- | ----- |
| 1.      | 4   | Hali Flickinger    | Stany Zjednoczone | 2:06,23 | Q     |
| 2.      | 5   | Regan Smith        | Stany Zjednoczone | 2:06,64 | Q     |
| 3.      | 3   | Swietłana Czimrowa | ROC               | 2:08,62 | Q     |
| 4.      | 6   | Alys Thomas        | Wielka Brytania   | 2:09,07 | Q     |
| 5.      | 1   | Ana Monteiro       | Portugalia        | 2:09,82 |       |
| 6.      | 2   | Helena Bach        | Dania             | 2:10,05 |       |
| 7.      | 7   | Defne Taçyıldız    | Turcja            | 2:11,27 |       |
| 8.      | 8   | Julimar Ávila      | Honduras          | 2:16,38 |       |

#### Półfinał 2
| Miejsce | Tor | Zawodniczka       | Państwo         | Czas    | Uwagi |
| ------- | --- | ----------------- | --------------- | ------- | ----- |
| 1.      | 4   | Zhang Yufei       | Chiny           | 2:04,89 | Q     |
| 2.      | 3   | Boglárka Kapás    | Węgry           | 2:06,59 | Q     |
| 3.      | 5   | Yu Liyan          | Chiny           | 2:07,04 | Q     |
| 4.      | 2   | Brianna Throssell | Australia       | 2:08,41 | Q     |
| 5.      | 1   | Suzuka Hasegawa   | Japonia         | 2:09,42 |       |
| 6.      | 6   | Laura Stephens    | Wielka Brytania | 2:09,49 |       |
| 7.      | 7   | Franziska Hentke  | Niemcy          | 2:10,89 |       |
| 8.      | 8   | Remedy Rule       | Filipiny        | 2:12,89 |       |

### Finał
| Miejsce | Tor | Zawodniczka        | Państwo           | Czas    | Uwagi |
| ------- | --- | ------------------ | ----------------- | ------- | ----- |
| 1 !     | 4   | Zhang Yufei        | Chiny             | 2:03,86 | OR    |
| 2 !     | 6   | Regan Smith        | Stany Zjednoczone | 2:05,30 |       |
| 3 !     | 5   | Hali Flickinger    | Stany Zjednoczone | 2:05,65 |       |
| 4.      | 3   | Boglárka Kapás     | Węgry             | 2:06,53 |       |
| 5.      | 1   | Swietłana Czimrowa | ROC               | 2:07,70 |       |
| 6.      | 2   | Yu Liyan           | Chiny             | 2:07,85 |       |
| 7.      | 8   | Alys Thomas        | Wielka Brytania   | 2:07,90 |       |
| 8.      | 7   | Brianna Throssell  | Australia         | 2:09,48 |       |